# Salpornis
Salpornis là một chi chim trong họ Certhiidae.

## Các loài
- Salpornis salvadori - Trèo cây đốm châu Phi
- Salpornis spilonotus - Trèo cây đốm Ấn Độ